# Lethades texanus
Lethades texanus là một loài tò vò trong họ Ichneumonidae.